# 마줄리

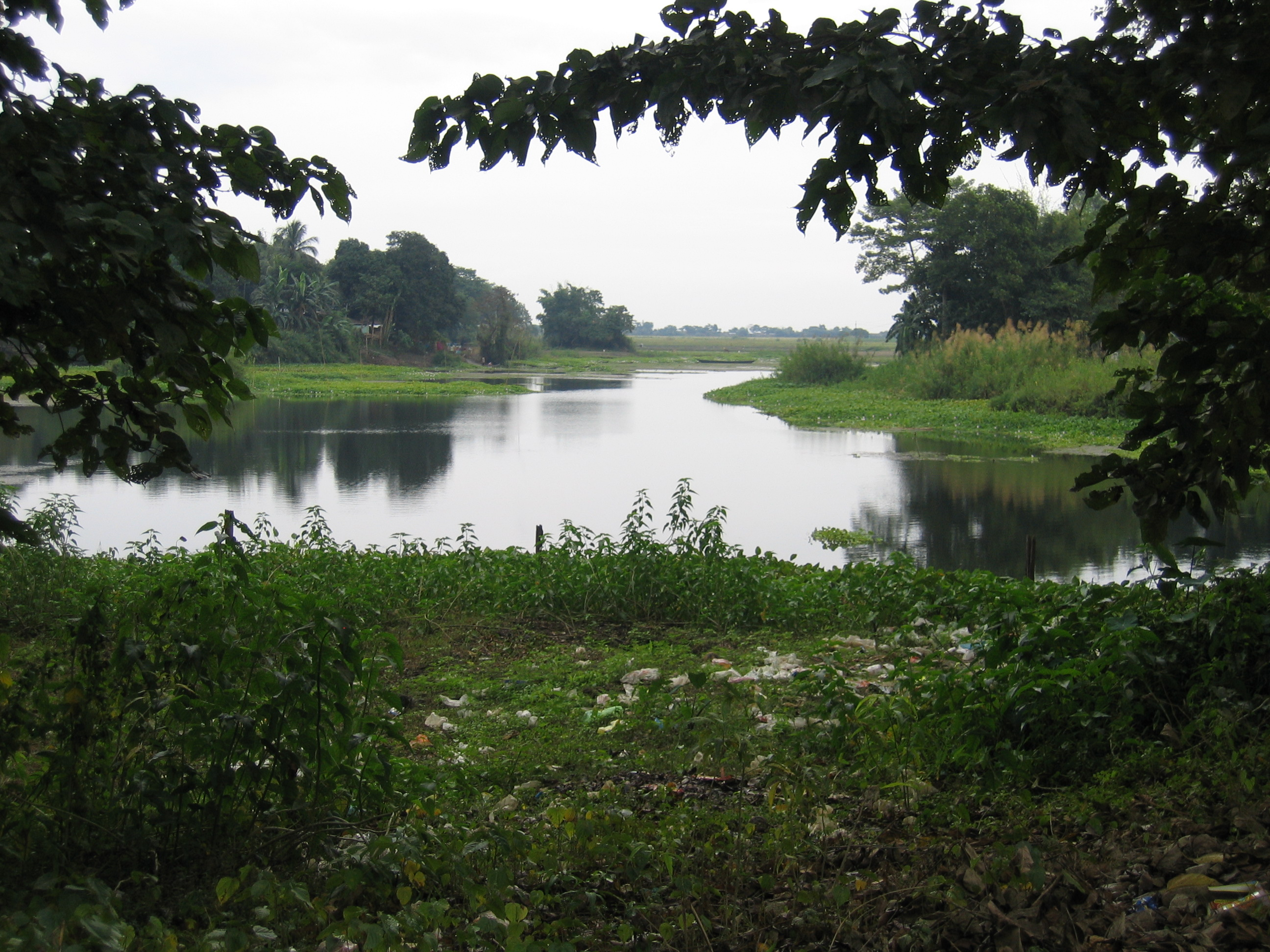

마줄리(아삼어: মাজুলী, IPA: mazuli)는 인도 아삼 지방의 브라마푸트라강에 있는 하중도이자, 인도의 최초의 섬으로 된 현(district)이다.
이 섬은 20세기 초에 면적이 1,250 제곱킬로미터 (483 mi2)이었는데, 상당 부분이 침식되어 2014년에는 352 제곱킬로미터 (136 mi2)밖에 되지 않는다. 마줄리섬은 주변의 강이 커지는 만큼 줄어들고 있다. 그러나 기네스북에서는 세계에서 가장 큰 하중도로 인정하고 있다.